# Miwako Fujitani
Miwako Fujitani (藤谷美和子, Fujitani Miwako), née le 10 mars 1963 est une actrice japonaise qui débute en 1978, et joue dans de nombreux drama et films. Elle sort aussi quelques disques au milieu des années 1990, et interprète notamment un générique de fin de la série anime Sailor Moon SuperS en 1995.

## Biographie
Miwako Fujitani épouse le metteur en scène et réalisateur Shun'ichi Okamura (ja) en décembre 2005.

## Filmographie partielle
- 1982 : Yūkai hōdō (誘拐報道?) de Shun'ya Itō
- 1984 : L'Horizon (地平線, Chihei-sen?) de Kaneto Shindō
- 1984 : Umitsubame Jō no kiseki (海燕ジョーの奇跡?) de Toshiya Fujita
- 1985 : Sorekara (それから?) de Yoshimitsu Morita
- 1986 : La Route ou Des gens sans importance (道, Michi?) de Koreyoshi Kurahara
- 1992 : Femme dans un enfer d'huile (女殺油地獄, Onna goroshi abura no jigoku?) de Hideo Gosha : Kogiku
- 1992 : Sosuke, le cocu (寝盗られ宗介, Netorare Sosuke?) de Kōji Wakamatsu : Reiko

## Discographie

### Singles
- 愛が生まれた日 (1994.02.22)
- ドライフラワー (1994.07.06)
- スペアキー ～愛されてもしょうがない～ (1994.11.14)
- 私たちになりたくて (1995.04.01) (générique de Sailor Moon SuperS)
- I LOVE YOU EVERYDAY & まな板に乗った恋 (1995.09.30)
- シャダバ　ダバダ ／筧利夫・藤谷美和子 (2001.10.24)

### Albums
- SINGER (1994.05.21)
- BELIEVERS (1995.04.01)

### Compilations
- Single Collection (1996.08.31)
- Essential Best (2007.08.22